# 名物かまど

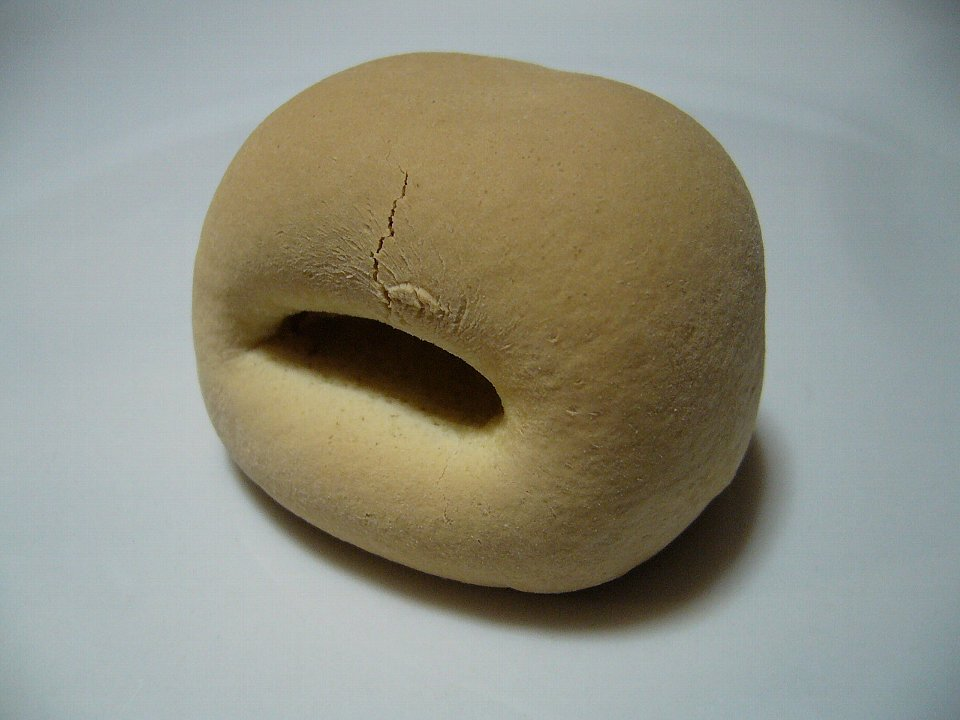
名物かまど

名物かまど（めいぶつかまど）は、香川県坂出市名産の和菓子。または同製品をはじめ和菓子・洋菓子を製造販売する会社名（株式会社名物かまど）。
灸まんなどと共に、香川県を代表する土産菓子である。香川県下の駅キヨスクやデパート、空港売店などで手に入る。

## 概要
小麦粉と卵からなる生地の中に手亡豆（白インゲンマメ）と卵黄を使った黄味餡が包まれた、饅頭のような菓子である。
「かまど」の名は、当地に伝わる行基の伝承による。天平の世のこと、讃岐国阿野の海岸に至った行基は乙女たちがうまく塩を取れないのを見て、彼女らに竃（かまど）をつき青松葉を使って塩を作る法を伝えたところ村人は大いに喜んだという。名物かまどの形状も、この竃をモチーフとしたものである。
製造元の「名物かまど」は1936年（昭和11年）に「荒木屋」として創業し、現在では香川県下に17店舗を有する。キャラクターは「かまどちゃん」。香川県及び岡山県では、CMソング(中西圭三作曲)と共にテレビコマーシャルでお馴染みである。過去のCMではまんが日本昔ばなしの名ナレーター・市原悦子と常田富士男が声の出演をしたものもある。また、西日本放送ラジオの協賛番組「かまどサロン 私の観た香川」のエンディングテーマソングは過去の同社のイメージCMソングであった。なお、「荒木屋」という法人は不動産賃貸業を営む関連会社（有限会社荒木屋）として存在する。

## 主な商品
- 和菓子
  - 名物かまど
  - 虎饅頭
  - 亀甲
  - かまど最中
  - かまど羊羹

など
- 洋菓子
  - ブッセ
  - フランソワ

かまどパイ
- - パイ饅頭
  - シュークリーム

など